# Austrocordulia refracta
Austrocordulia refracta – gatunek ważki z rodziny Synthemistidae. Endemit Australii; występuje od północno-wschodniej do południowo-wschodniej części kontynentu.